# Cabera pusaria
Espèce
Cabera pusaria, la Cabère virginale ou la Délicate, est une espèce de lépidoptères (papillons) de la famille des Geometridae, de la sous-famille des Ennominae.
On la trouve dans toute la région paléarctique et au Proche-Orient.

## Description
Cette espèce a les ailes blanches, parfois teintées de rose, avec trois traits gris clair sur les ailes antérieures et deux sur les ailes postérieures. Son envergure est de 32 à 35 mm.

## Biologie
Il y a une ou deux générations chaque année et les adultes peuvent être vus en train de voler le jour entre avril et août. Ils volent également la nuit et sont attirés par la lumière.
La chenille, généralement brun violacé avec des taches blanches, se nourrit de différents arbres et arbustes dont les aulnes, trembles, bouleaux, chênes, sorbiers et saules. L'espèce hiverne au stade de chrysalide.